# Cerkiew św. Jerzego w Kleszczelach
 Cerkiew pod wezwaniem św. Jerzego – prawosławna cerkiew filialna w Kleszczelach. Należy do parafii Zaśnięcia Przenajświętszej Bogurodzicy w Kleszczelach, w dekanacie Kleszczele diecezji warszawsko-bielskiej Polskiego Autokefalicznego Kościoła Prawosławnego.

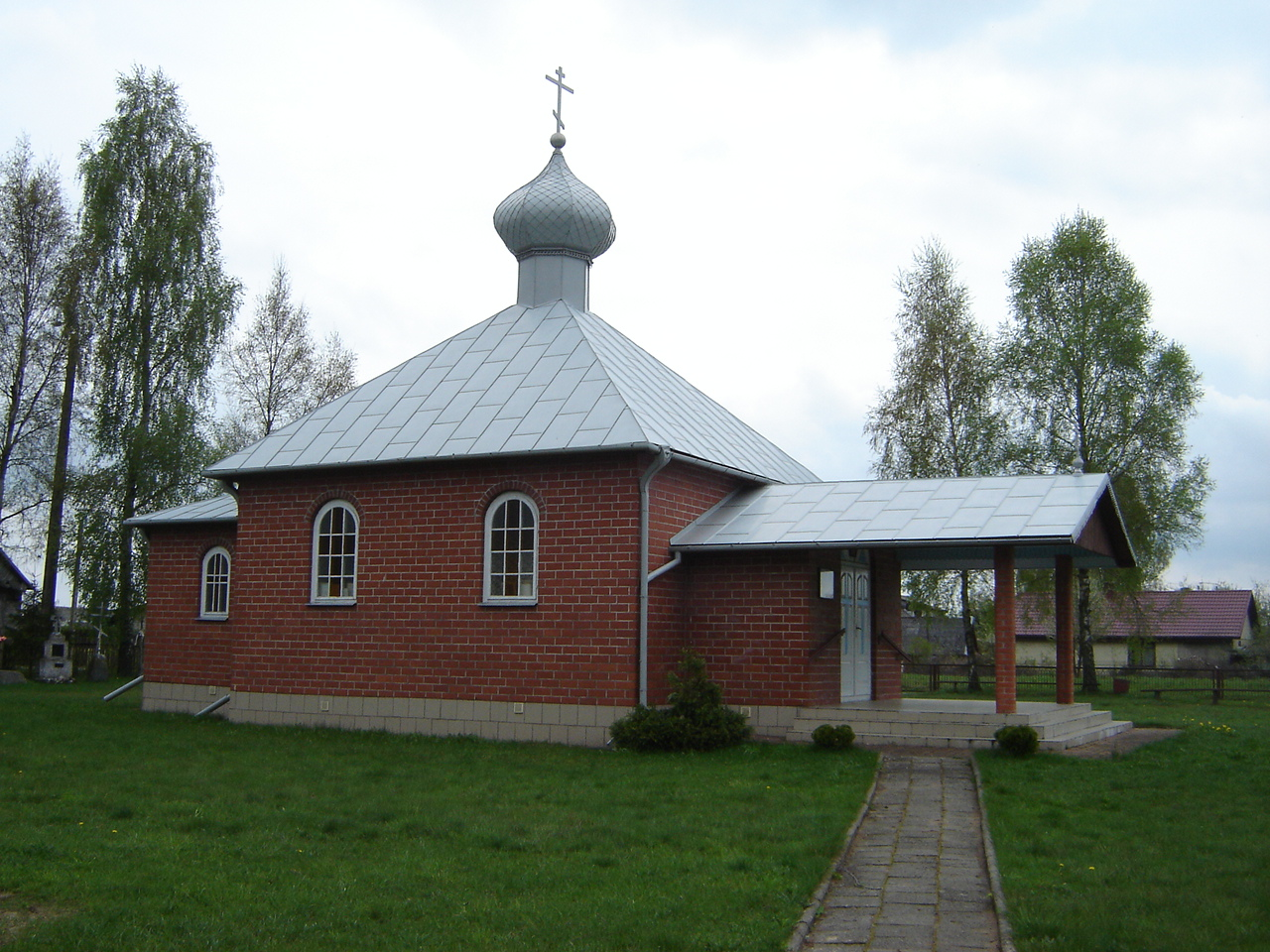

Cerkiew zlokalizowana przy zbiegu ulic Kościelnej i Białowieskiej. Wcześniej w tym miejscu znajdowała się drewniana cerkiew z XVI w. (do 1825 siedziba odrębnej parafii św. Jerzego – początkowo prawosławnej, później unickiej). Cerkiew ta spłonęła 25 września 1924. Obecna świątynia – murowana, jednokopułowa – została wzniesiona pod koniec lat 90. XX w. (budowę rozpoczęto w 1996). Uroczystość patronalna obchodzona jest 6 maja (czyli 23 kwietnia według starego stylu).